# Christopher Lloyd

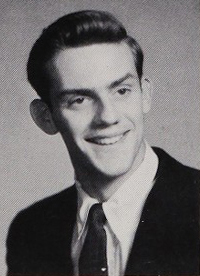
Christopher Lloyd i high school, 1958.

Christopher Lloyd, född 22 oktober 1938 i Stamford i Connecticut, är en amerikansk skådespelare och producent.

## Karriär
Han avlade examen vid Staples High School i Westport 1958. Lloyd började med teater redan i tonåren och han scendebuterade i New York 1961. Han medverkade under resterande 1960-talet och in på 1970-talet i flera teateruppsättningar, bland annat på Broadway. 
Han filmdebuterade i klassikern Gökboet 1975 där han hade en mindre roll som mentalpatient. Ett brett genombrott för den amerikanska publiken fick han med rollen som Jim Ignatowski i TV-serien Taxi. Rollen som först var mycket liten kom med tiden att bli en av seriens viktigaste. Lloyd spelade rollen under åren 1978–1983 och belönades för den med två Emmy Awards. Sin kanske allra populäraste roll gjorde han i Tillbaka till framtiden-trilogin på 1980-talet där han spelade den välmenande men något galne vetenskapsmannen Dr. Emmett Brown. Han gjorde skurken Judge Doom i Vem satte dit Roger Rabbit 1989, och spelade Uncle Fester i två filmer om Familjen Addams. Totalt har han medverkat i långt över 200 filmer och TV-produktioner.

## Familj
Han var farbror till Sam Lloyd, känd från TV-serien Scrubs.
Lloyd har varit gift fyra gånger; med Catherine Boyd 1959–1971, med Kay Tornborg 1975–1987, med Carol Vanek 1988–1991 och med Jane Walker Wood 1992–2004.

## Filmografi (urval)
- 1975 – Gökboet
- 1981 – Postmannen ringer alltid två gånger
- 1983 – Det våras för Hamlet
- 1983 – Se upp, farsan är lös!
- 1984 – Skål (TV-serie) (2 avsnitt)
- 1984 – Star Trek III
- 1985 – Clue - Mordet är fritt
- 1985 – Tillbaka till framtiden
- 1986 – Amazing Stories (TV-serie) (1 avsnitt)
- 1988 – Vem satte dit Roger Rabbit
- 1989 – Hjärngänget
- 1989 – Tillbaka till framtiden del II
- 1990 – Tillbaka till framtiden del III
- 1990 – Farbror Joakim och Knattarna i jakten på den försvunna lampan (röstroll)
- 1991 – Familjen Addams
- 1991–1992 – Tillbaka till framtiden (TV-serie) (26 avsnitt)
- 1992 – Vägen till Avonlea (TV-serie) (1 avsnitt)
- 1993 – Den heliga familjen Addams
- 1993 – Dennis
- 1993 – Twenty Bucks
- 1994 – Pagemaster – den magiska resan
- 1995 – Things to Do in Denver When You're Dead
- 1997 – Anastasia (röstroll)
- 1999 – Alice i Underlandet (TV-film)
- 1999 – Man on the Moon (cameoroll)
- 1999 – Mannen från Mars
- 1999 – Spin City (TV-serie) (TV-serie) (1 avsnitt)
- 2002 – Livs levande TV (TV-film)
- 2002 – Malcolm – Ett geni i familjen (TV-serie) (1 avsnitt)
- 2005 – Vita huset (TV-serie) (1 avsnitt)
- 2007 – Numb3rs (TV-serie) (1 avsnitt)
- 2008 – Law & Order: Criminal Intent (TV-serie) (1 avsnitt)
- 2008 – Sagan om Despereaux (röstroll)
- 2009 – Call of the Wild
- 2009 – Santa Buddies (TV-film)
- 2010 – Chuck (TV-serie) (1 avsnitt)
- 2010 – Piranha 3D
- 2012 – Piranha 3DD
- 2013 – Last Call
- 2014 – A Million Ways to Die in the West
- 2014 – Sin City: A Dame to Kill For
- 2014 – Där trädgården slutar (TV-serie) (röstroll)
- 2016 – I Am Not a Serial Killer
- 2016 – The Big Bang Theory (TV-serie) (1 avsnitt)
- 2017 – Going in Style
- 2019 – Welcome to Pine Grove!
- 2020 – NCIS (TV-serie) (1 avsnitt)
- 2023 – Camp Hideout
- 2023 – Self Reliance
- 2025 – Nobody 2

## Datorspel
- 1996 – Toonstruck
- 2010 – Back to the Future: The Game (röst)